# Попова, Софка
Софка Василева Попова (болг. Софка Василева Попова; род. 15 августа 1953, Пловдив), в девичестве Казанджиева (болг. Казанджиева) — болгарская легкоатлетка, специалистка по бегу на короткие дистанции. Выступала за сборную Болгарии по лёгкой атлетике в 1971—1982 годах, двукратная чемпионка Европы в помещении, обладательница серебряной медали Всемирной Универсиады, чемпионка Балкан, участница летних Олимпийских игр в Москве.

## Биография
Софка Казанджиева родилась 15 августа 1953 года в городе Пловдив, Болгария.
Первого серьёзного успеха на международном уровне добилась в сезоне 1971 года, когда вошла в состав болгарской сборной и выступила на домашнем чемпионате Европы в помещении в Софии, где вместе с соотечественницами выиграла бронзовую медаль в зачёте эстафеты 4 × 200 метров.
Будучи студенткой, в 1977 году представляла Болгарию на Всемирной Универсиаде в Софии — в индивидуальном беге на 100 метров дошла до стадии полуфиналов, тогда как в эстафете 4 × 100 метров завоевала серебряную награду.
В 1978 году стартовала на чемпионате Европы в Праге — в дисциплине 100 метров остаовилась в полуфинале, в эстафете 4 × 100 метров заняла итоговое четвёртое место.
В 1979 году в беге на 60 метров финишировала шестой на чемпионате Европы в помещении в Вене, в эстафете 4 × 100 метров показала четвёртый результат на Кубке Европы в Турине.
В 1980 году в дисциплине 60 метров с личным рекордом 7,11 одержала победу на чемпионате Европы в помещении в Зиндельфингене. В дисциплине 100 метров с личным рекордом 11,15 победила на домашних Балканских играх в Софии. Благодаря череде успешных выступлений удостоилась права защищать честь страны на летних Олимпийских играх в Москве — в беге на 100 метров дошла до стадии полуфиналов, в то время как в эстафете 4 × 100 метров совместно с Галиной Пенковой, Лиляной Панайотовой и Марией Шишковой показала в финале четвёртый результат.
В 1981 году была лучшей на дистанции 50 метров на чемпионате Европы в помещении в Гренобле. В эстафете 4 × 200 метров выиграла соревнования в Бурже. На дистанции 100 метров пришла к финишу четвёртой на Кубке Европы в Загребе.
В 1982 году на чемпионате Европы в помещении в Милане выиграла серебряную медаль в беге на 60 метров, уступив лишь восточногерманской бегунье Марлис Гёр. На чемпионате Европы в Афинах дошла до полуфинала в дисциплине 100 метров и стала четвёртой в эстафете 4 × 100 метров.